# Wiklina (województwo dolnośląskie)
Wiklina – wieś w Polsce położona w województwie dolnośląskim, w powiecie górowskim, w gminie Wąsosz.

## Podział administracyjny
W latach 1975–1998 miejscowość administracyjnie należała do województwa leszczyńskiego.

## Zabytki
Do wojewódzkiego rejestru zabytków wpisane są obiekty:
- zespół dworski i folwarczny, z końca XVIII-XIX wieku:
  - dwór w Wiklini
  - park z cmentarzem rodowym
  - folwark:
    - dwa domy mieszkalne
    - obora
    - stajnia i stodoła
    - magazyn i spichrz
    - stajnia (magazyn)
    - budynek gospodarczy